# ۱۹۲۱ (فیلم ۲۰۲۱)
۱۹۲۱ یک فیلم درام تاریخی محصول سال ۲۰۲۱ سینمای چین به کارگردانی خوانگ جیانشین و ژنگ داشنگ با بازی هوانگ شوان، نی نی، وانگ رنجون و لیو هائوران است. این فیلم داستان تأسیس حزب کمونیست چین در اولین کنگره ملی حزب کمونیست چین که در شانگهای برگزار شد را روایت می‌کند. این فیلم در تاریخ ۱ ژوئیه ۲۰۲۱ در چین به مناسبت صدمین سالگرد حزب کمونیست چین به نمایش درآمد.

## تولید
فیلمبرداری در ۱ ژوئیه ۲۰۲۰ آغاز شد و در شانگهای انجام شد و فیلمبرداری در ۵ نوامبر همان سال به پایان رسید.

## باکس آفیس
به گزارش شبکه اطلاع‌رسانی چین، این فیلم در روز افتتاحیه ۸۱٫۶ میلیون یوآن چین (۱۲٫۶ میلیون دلار) و روز بعد ۴۴٫۲ میلیون یوان فروخت. این فیلم در چهار روز اول اکران خود در مجموع ۳۰۰ میلیون یوان چین (۴۶٫۳ میلیون دلار) به دست آورد.